# Stenoporpia regula
Stenoporpia regula är en fjärilsart som beskrevs av Frederick H. Rindge 1968. Stenoporpia regula ingår i släktet Stenoporpia och familjen mätare. Inga underarter finns listade i Catalogue of Life.